# Paraprotomocerus allardi
Paraprotomocerus allardi là một loài bọ cánh cứng trong họ Cerambycidae.